# 徐怀雯
徐怀雯（Xu Huaiwen，1975年8月2日—）出生于贵州贵阳，德国羽毛球运动员。她选择入籍德国的一个重要原因是在中国没有太多国际大赛的出场机会。除了中文，她还能熟练的掌握德语和英语。

## 生涯

### 雅典奥运会
徐怀雯参加了雅典奥运会羽毛球比赛，在32强中被中国的周蜜所淘汰。

### 2006年
2006年是徐怀雯很成功的一年，在1月赢得了瑞士公开赛冠军。4月她在决赛中击败荷兰的张海丽赢得了欧洲羽毛球锦标赛的女单冠军。.
在西班牙马德里举行的2006年世锦赛中，徐怀雯成功杀入半决赛，最终被谢杏芳所淘汰。

### 2007年
2007年她参加了世锦赛，在赛事中被卢兰所淘汰，比分为9-21, 21-12, 16-21。

### 2008年
徐怀雯赢得了2008年欧洲羽毛球锦标赛。在北京奥运会女单比賽上，被谢杏芳所淘汰，止步于八强

### 2011年
在四月开始担任荷兰队的教练 。

## 主要比賽成績
只列出曾進入準決賽的國際賽事成績：
| 年份   | 賽事                   | 公開賽級別 | 項目     | 成績   |
| ------ | ---------------------- | ---------- | -------- | ------ |
| 2006年 | 中華台北羽球公開賽     |            | 女子單打 | 準決賽 |
| 2006年 | 韓國羽毛球公開賽       |            | 女子單打 | 準決賽 |
| 2007年 | 德國羽毛球大獎賽       | 大獎賽     | 女子單打 | 亞軍   |
| 2007年 | 瑞士羽毛球超級賽       | 超級賽     | 女子單打 | 準決賽 |
| 2007年 | 新加坡羽毛球超級賽     | 超級賽     | 女子單打 | 準決賽 |
| 2007年 | 俄羅斯羽毛球黃金大獎賽 | 黃金大獎賽 | 女子單打 | 亞軍   |
| 2008年 | 全英羽毛球超級賽       | 超級賽     | 女子單打 | 準決賽 |
| 2008年 | 瑞士羽毛球超級賽       | 超級賽     | 女子單打 | 準決賽 |
| 2009年 | 德國羽毛球大獎賽       | 大獎賽     | 女子單打 | 準決賽 |

| 2007-2017年 | 首要超級賽 | 超級賽 | 黃金大獎賽 | 大獎賽 | 國際挑戰賽 | 國際系列賽 | 未來系列賽 | 其他 |

### 奧運會和世錦賽參賽紀錄
|          | 2004 | 2005 | 2006 | 2007 | 2008 |
| -------- | ---- | ---- | ---- | ---- | ---- |
| 女子單打 | 32強 | 季軍 | 季軍 | 8強  | 8強  |